# Dolbina steffensi
Dolbina steffensi är en fjärilsart som beskrevs av Popescu-gorj 1971. Dolbina steffensi ingår i släktet Dolbina och familjen svärmare. Inga underarter finns listade i Catalogue of Life.